# Delicious Party Pretty Cure
Delicious Party Pretty Cure (デリシャスパーティ♡プリキュア Derishasu Paati♡Purikyua) eller Delicious Party♡Precure er en japansk magical girl animeserie fra Toei Animation. Serien er den 19. i Izumi Todos Pretty Cure-franchise med den 17. generation af Pretty Cure. Den er instrueret af Toshinori Fukazawa efter manuskript af Sawako Hirabayashi. Den blev sendt på alle ANN's tv-stationer i Japan fra 6. februar 2022, hvor den afløste den 18. serie, Tropical-Rouge! Pretty Cure til 29. januar 2023, hvor den blev afløst af den 20. serie, Hirogaru Sky! Pretty Cure. Seriens temaer er mad, taknemmelighed og at dele.
En animefilm baseret på serien, Delicious Party Precure The Movie: The Dreaming Child's Lunch, havde premiere 23. september 2022.

## Historie
Kongeriget CooKingdom (クッキングダム Kukkingudamu) er ansvarlig for al madlavning i flere verdener. Men kongerigets største skat, Recipe-Bon (レシピボン Reshipibon) med alle opskrifterne, bliver stjålet af Phantom Bundle Gang. De vil monopolisere al madlavning i verden ved at fange madlavningsfeerne recipepe, der repræsenterer hver eneste ret i verden. Tre energifeer bliver derfor sendt til byen Oishiina (おいしーなタウン Oishiina Taun) i menneskenes verden. Her møder de den 13-årige pige Yui Nagomi og hendes venner Kokone Fuwa og Ran Hanamichi og giver dem evnen til at forvandle sig til Pretty Cure, så de kan forhindre Phantom Bundle Gang i at fange recipepe og bringe Recipe-Bon tilbage.

## Figurer

### Pretty Cure
- Yui Nagomi (和実ゆい Nagomi Yui) / Cure Precious (キュアプレシャス Kyua Pureshasu)[3] - En ligefrem og energisk 13-årig pige, der går i andet år i mellemskolen. Hun er enebarn i en familie, der ejer et spisested med en fast menu. Hun har en bemærkelsesværdig trang til at lave noget, hvilket gør hende god til sport, men hun bliver til gengæld hurtigt sulten. Hendes yndlingsudtryk er "Delicious smile~!" (デリシャスマイル～！ Derisha sumairu~!) og "jeg er sulten~!" (はらペコった～！ Harabekotta~!). Hun elsker friske grøntsager. Hun hylder sin afdøde bedstemors motto, "Mad bringer smilet frem". Med Kome-Komes kraft kan hun forvandle sig til den pink Cure Precious.
- Kokone Fuwa (芙羽ここね Fuwa Kokone) / Cure Spicy (キュアスパイシー Kyua Supaishii)[4] - En moderigtig, flot 14-årig pige, der går i andet år i mellemskolen. Hun elsker make-up og søde ting. Hun er enebarn i en familie, der ejer en fin restaurant. Udenforstående ses hun som en, der er udenfor deres rækkevidde. Hun elsker at være alene og taler ikke så meget til at begynde med. Hendes yndlingsbrød er karrybrød og hjerteformet brød. Med Pam-Pams kraft kan hun forvandle sig til den blå Cure Spicy.
- Ran Hanamichi (華満らん Hanamichi Ran) / Cure Yum-Yum (キュアヤムヤム Kyua Yamuyamu)[5] - En 13-årig pige, der elsker at tale, og som går i andet år i mellemskolen. Hun har en lillesøster og en lillebror, og deres familie ejer et ramen-sted. Hun er meget nysgerrig omkring mad, og når hun bliver begejstret, kan hun ikke stoppe med at tale. Hun skriver hemmeligt om mad på det sociale medie "CureSta". Med Mem-Mems kraft kan hun forvandle sig til den gule Cure Yum-Yum.
- Amane Kasai (菓彩 あまね Kasai Amane) / Cure Finale (キュアフィナーレ Kyua Finaare)[6][7] - En pige der går i tredje år i mellemskolen. Hun har to ældre brødre, og deres familie har en frugt-café. Hun er elevrådsformand og bekymrer sig om hele skolens velbefindende. Hun er god til både sport og at studeres og dyrker desuden karate. Hun er gode venner med Parfait Recipepe, som hun elsker højt. Ved seriens begyndelsen er hun et hjernevasket medlem af Phantom Bundle Gang kaldet Gentle (ジュントルー Jentoruu) og ansvarlig for at have stjålet Recipie-Bon. Det lykkes imidlertid for Ran, Kokone og Yui at befri hende fra Godatz' kontrol. Senere bliver hun i stand til at forvandle sig til den hvide Cure Finale med kraften fra Heart Fruits Pendant.

### CooKingdom
- Rosemary (ローズマリー Roozumarii) - Prinsen af CooKingdom der leder efter den stjålne Recipe-Bon. Han har høje standarder for skønhed, kender til kosmetik og er ofte følsom. Han kan fremmane kampdimensionen Delicious Field (デリシャスフィールド Derishasu Fiirudo), hvor Pretty Cure kan kæmpe mod Phantom Bundle Gang, uden at det går udover personer uskyldige på Jorden.
- CooKing (クッキング Kuukingu) - Kongen af CooKingdom.
- CooQueen (クックイーン Kukkuiin) - Dronningen af CooKingdom.
- Chervil (セルフィーユ Serufiiyu) - Cook Fighter-lærling fra CooKingdom.
- Recipepe (レシピッピ Reshipippi) - Feer inspireret af forskellige retter. De kan ses af alle børn, der har et nært forhold til mad, men de kan ikke ses af voksne. De dukker op i Oishina, når deres respektive retter og kærligheden fra folk der spiser dem er til steder. Det resulterer i de såkaldte  Hoka Hoka Hearts (ほかほかハート Hoka Hoka Haato).
- Kome-Kome II (コメコメ2世 Komekome Nisei) - Den polarræv-lignende energife af ris, der kan forvandle sig til en pige. Hendes fulde navn er Connectal Mochimochitto Fukkurara Glycogen Komex II (コネクトル・モチモチット・フックララ・グリコーゲン・コメックス二世 Konekutoru Mochimochitto Fukkurara Girikogen Komekkusu Nisei). I forhold til de to andre energifeer er hun ung, uskyldig og energisk. Når hun forener og forvandler sig med Yui, får hun risbolle-form. Hun afslutter sine sætninger med "~kome" (～コメ).
- Pam-Pam (パムパム Pamupamu) - Den hundelignende fe af brød. Hendes fulde navn er Partnal Fuwafuwan Kobashiné Yeast Pamsandwich (パートナル・フワフワン・コーバシィヌ・イースト・パムサンド Patoreru Fuwafuwan Kobashine Yesuto Pamusendo). Hun elsker Kokone og at få ros. Når hun forener og forvandler sig med Kokone, får hun sandwich-form. Hun afslutter sine sætninger med "~pamu" (～パム).
- Mem-Mem (メンメン Menmen) - Den dragelignende energife af nudler. Hans fulde navn er Membern Chulturut Kurukururin Glutamine Memdragon (メンバーヌ・チュルチュルット・クルクルリン・グルタミンサン・メンドラゴン Menbaanu Churuchurutto Kurukururin Gurutaminsan Mendoragon). Han er afslappet og gør ikke væsen af sig men er alligevel imponeret af Rans passion. Når han forener og forvandler sig med Ran, får han terrin-form. Han afslutter sine sætninger med "~men" (～メン).
- Ginger (ジンジャー Jinjaa) - Rosemarys mester og leder af Cook Fighters.
- Kome-Kome I (コメコメ1世 Komekome Ichisei) / Connectal Mochimochitto Fukkurara Glycogen Komex I ( コネクトル・モチモチット・フックララ・グリコーゲン・コメックス一世 Konekutoru Mochimochitto Fukkurara Gurikoogen Komekkusu Ichisei) - Kome-Kome II's forgænger der rejste til Oishina med Ginger og de andre energifeer tyve år før. Da hun lærte fra Yui og de andre fra femtiden, at maden og minderne fra det ville komme i fare, besluttede hun sig for at bruge al sin energi på at beskytte Oishina. Hun ofrede sig selv og gav liv til den nuværende Kome-Kome.

### Cook Fighters
- Takumi Shinada (品田拓海 Shinada Takumi) / Black Pepper (ブラックペッパー Burakku Peppaa) - En 15-årig dreng, der går i tredje år i mellemskolen, og som er Yuis barndomsven. Han er ligefrem men tager sig af andre. Hans familie driver et gæstehus. Han kan forvandle sig til en Cook Fighter med kraften fra Delicious Stone.
- Monpei Shinada (品田門平 Shinada Monpei) / Cinnamon (シナモン Shinamon) - Takumis far der arbejder som fisker rundt omkring i verden sammen med Hikaru Nagomi. Han kender til CooKingdom og har betroet Takumi en Delicious Stone. Han var tidligere en Cook Fighter.

### Phantom Bundle Gang
Phantom Bundle Gang (怪盗ブンドル団 Kaito Bundoru Dan) er en gruppe mystiske tyve, der er ansvarlige for Recipie-Bons forsvinden fra CooKingdom. Deres mål er at få monopol på alle madretter ved at fange alle recipepe.
- Godatz (ゴーダッツ Goodattsu) - Den grådige leder af Phantom Bundle Gang der vil samle alle recipepe, så han kan eje al slags mad. Det viser sig senere, at hans virkelige identitet er Fennel (フェンネル Fenneru), kaptajnen for CooKingdoms livgarde. Han ender med at blive besejret og ført tilbage til sit oprindelige jeg, hvorefter han bliver arresteret.
- Secretor (セクレトルー Sekuretoruu) - Den næstkommanderende i Phantom Bundle Gang der har en lumsk måde at tale på.
- Narcistole (ナルシストルー Narushisutoruu) - Phantom Bundle Gang selverklærede geni der opfinder nye hjælpemidler for at gøre ubauzo stærkere. Det bliver senere afsløret, at han kommer fra CooKingdom, og han bliver efterfølgende arresteret.
- Ubauzo (ウバウゾー Ubauzoo) - Monstre der bliver skabt af Phantom Bundle Gang ved at bruge stjålne recipepe og en Phantom Bundle Gang-boks. Når de bliver renset af Pretty Cure siger de "Jeg er mæt~" (オナカイッパ～イ Onakaippai) og løslader recipepen fra boksen.
- Motto Ubauzo (もっとウバウゾー Motto Ubauzoo) - En opgraderet type monstre der bliver skabt ved at Phantom Bundle Gangs medlemmer giver deres bentobokse kraft. Senere bliver Narcistole i stand til at skabe endnu stærkere Motto Ubauzo ved at fusionere to besatte objekter.
- Gossori Ubauzo (ゴッソリウバウゾー Gossori Ubauzoo) - En stærk type monstre.
- Spiritole (スピリットルー Supirittoruu) - Phantom Bundle Gangs muntre robot der bliver skabt af Narcistole og drevet af en Delicious Stone. Han var oprindeligt programmeret efter Narcistole og var meget venlig med cheerleader-tendenser. Han bliver imidlertid deaktiveret, da Narcistorle tager hans sten. Men bagefter giver Secretor ham en ny sten og omprogrammerer ham, så han bliver mere seriøs og fokuseret på sine opgaver. Han ender med at blive omprogrammeret, så han bliver en glad robot igen.
- Mini Spiritole (ミニスピリットルー Mini Supirittoruu) - Phantom Bundle Gangs små robotter.

### Familiemedlemmer
- Akiho Nagomi (和実 あきほ Nagomi Akiho) - Yuis mor der ejer familiens spisested.
- Yone Nagomi (和実 よね Nagomi Yone) - Yuis afdøde bedstemor og seriens fortæller.
- Hikaru Nagomi (和実 ひかる Nagomi Hikaru) - Yuis far.
- Hatsuko Fuwa (芙羽 はつこ Fuwa Hatsuko) - Kokones mor.
- Shousei Fuwa (芙羽 しょうせい Fuwa Shousei) - Kokones far.
- Koshinosuke Hanamichi (華満 こしのすけ Hanamichi Koshinosuke) - Rans far.
- Tsurune Hanamichi (華満 つるね Hanamichi Tsurune) - Rans mor.
- Rin Hanamichi (華満 りん Hanamichi Rin) - Rans lillesøster.
- Run Hanamichi (華満 るん Hanamichi Run) - Rans lillebror.
- Yuan Kasai (菓彩ゆあん Kasai Yuan) og Mitsuki Kasai (菓彩みつき Kasai Mitsuki) - Amanes ældre tvillingbrødre.
- Shuuichi Kasai (菓彩 しゅういち Kasai Shuuichi) - Amanes far.
- Botan Kasai (菓彩 ぼたん Kasai Botan) - Amanes mor.

### Shinsen Mellemskole
- Wakana Tamaki (玉木 わかな Tamaki Wakana) - Yuis klassekammerat der er medlem af fodboldklubben.
- Iroha Endo (遠藤 いろは Endo Iroha), Risa Takada (高田 りさ Takada Risa) og Ena Nagase (長瀬 えな Nagase Ena) - Kokones venner.
- Tomoe Honma (本間ともえ Honma Tomoe) - En elev på mellemskolen der prøvede at tilstå Takumi sin kærlighed.
- Shinpei Takagi (高木 晋平 Takagi Shinpei) - En elev på mellemskolen der ofte lyver for at imponere sine kammerater. I virkeligheden lider han dog over savnet af sin storebror, der tog sig af ham i stedet for deres travle forældre, da han var lille, men som nu er flyttet væk for at studere.
- Moe Yamakura (山倉 もえ Yamakura Moe) - Næstformanden for elevrådet på mellemskolen.

### Andre
- Todoroki (轟 Todoroki) - Kokones butler der skriver på CureSta under navnet Solomogu (ソロもぐちゃん Soromogu).
- An Shinada (品田あん Shinada An) - Takumis mor der arbejder hos Nagomi og ejer Fuku-An.
- Saki Matsuyama (松山 美枝 Matsuyama Saki) - En ældre dame der har drevet en butik med traditionelle søde sager uafbrudt i 60 år. Hun bliver nødt til at lukke på grund af nyt forretningskvarter, så Ran, der er fast kunde, forsøger at hjælpe hende. Men da hun er gammel og alene, vil hun ikke længere fortsætte butikken men lade minderne om hendes søde sager leve videre i de faste kunders erindringer.
- Yosuke Minato (湊 陽佑 Minato Yosuke) og Asae Sakurai (櫻井 麻恵 Sakurai Asae) - To af Takumis barndomsvenner. Yosuke arbejder hos en grønthandler, mens Asae ofte er syg, fordi hun er fysisk svag. Yosuke plejede derfor at crêpes, når hun var på hospitalet. Det vil Takumi genskabe for at få dem til at forliges efter et skænderi.
- Takao Fujino (藤野 タカオ Fujino Takao) og Miyako Fujino (藤野 みやこ Fujino Miyako) - Et ægtepar der driver en yakisoba-restaurant. De dyster mod Rosemary i en lokal madkonkurrence med deres specialitet. For fem år siden blev restauranten drevet af Miyakos familie, og Takao var en fast kunder. De elskede hinanden men ingen af dem havde modet til at fri. Takket være Yuis bedstemor, der kendte dem begge, lykkedes det for dem mens de spiste yakisoba og så fyrværkeri sammen, hvilket ifølge en legende skulle forene folk for evigt.
- Kumamon (くまモン Kumanon) - En gæst ved Churu Fest i Oishiina, hvor der kommer nudler fra hele verden. Han mødte Rans far under en af hans rejser.
- Maira Isuki (マイラ・イースキ Maria Iisuki) - Prinsessen af den fjerne ø Isuki, der ligner Yui meget men som har en anden øjenfarve og er rolig og sky. Hun har en gang mødt Monpei, der har fortalt hende, hvordan hun virkelig lignede Yui. Fordi hun er sky, er hun bange for at begå fejl og foretrækker derfor at planlægge alting i forvejen. Hun har ikke haft lov til at være ude i offentligheden i mange år, fordi hun en gang skal være dronning. Men med støtte fra Yui og de andre beslutter hun sig for at bytte identitet med Yui for en eftermiddag, så hun kan prøve maden i Oishina uden at blive opdaget. Hun bliver også kaldet for Den smilende prinsesse (微笑 み の 王 女 Hohoemi no ojou), fordi hun hellere vil smile end tale.
- Genma Itak (ゲンマ・イースキ Genma Iitaku) - Mairas butler.
- Sanzer Isuki (サンザー・イースキ Sanzaa Iisuki) - Mairas onde fætter der vil have hende væk fra tronen og mener, at hun er uegnet til at være dronning.
- Matasaburo Asai (浅井又三郎 Asai Matasaburo) - En gammel mand der af og til vender tilbage til Oishiina.
- Kosuke Asai (浅井宏輔 Asai Kousuke) - Matasaburos barnebarn der drømmer om at blive professionel baseballspiller.
- Gal Sone (ギャル曽根 Gyaru Sone) - En japansk konkurrencespiser.
- Hanna Tatemoto (館本飯菜 Tatemoto Hanna) / Tatemotte (たてもってぃ Tatemottei) - En gourmet-influencer.
- Mashiba Tamaki (玉木 ましば Tamaki Mashiba) - Wakanas far der er en stor fodboldfan ligesom hende. Han prøver altid at støtte hende ved at lave mad, der passer til hans passion for sport.
- Sora Harewataru (ソラ・ハレワタール Sora Harewataaru) / Cure Sky (キュアスカイ Kyua Sukai) - Hovedpersonen fra Hirogaru Sky! Pretty Cure der dukker op i sidste afsnit.

### Filmfigurer
- Cait Sith (ケットシー Ketto Shii) - Direktøren for Dreamia og filmens skurk.
- Dreamia Robots (ドリーミアロボット Dorīmia Robotto) - To robotter der arbejder i Dreamia.[8]

## Anime
Serien blev registreret som varemærke af Toei 4. november 2021. Den blev efterfølgende afsløret officielt på deres hjemmeside 25. november 2021. Seriens side på hjemmesiden blev opdateret med information om serien og hovedpersonerne 9. januar 2022. Produceren Kanako Tada fra ABC Animation sagde om seriens tema, at "Mad og madlavning er uundværlige i livet, og samtidig har de mange vigtige elementer, der giver kulør på hverdagslivet. Med dette værk vil det motto Yui Kazumi hylder: "Mad bringer smilet frem" sikkert blive til vigtige ord for alle." Toei Animations producer Yasumi Kaori sagde også, at "Varme følelser vil sikkert få dig til at smile. Glæden og nydelsen vil at dele smil åbner også for nye smil... Med det i mente vælger jeg taknemmelighed og deling som det primære tema og mad som den centrale del af historien."
Delicious Party Pretty Cure blev sendt på alle ANN's tv-stationer i Japan fra 6. februar 2022, hvor den afløste Tropical-Rouge! Pretty Cure. Ugen før premieren medvirkede Cure Precious og Kome-Kome i det sidste afsnit af Tropical-Rouge! Pretty Cure. Introsangen er "Cheers! Delicious Party♡Pretty Cure" (Cheers!デリシャスパーティ♡プリキュア Cheers! Derishasu Paati♡Purikyua) af Machico. Den første slutsang er "Delicious Happy Days♪" af Chihaya Yoshitake, og den anden er "Delicious Heart" (ココロデリシャス Kokoro Derishasu) af Rico Sasaki. Toei Animation Inc. har licens til serien i Nordamerika og flere andre områder. De streamede afsnittene på Crunchyroll samme dag, som de fik premiere i Japan.
6. marts 2022 annoncerede Toei Animation, at de var blevet hacket, og firmaets systemer derfor lukket ned. Som følge heraf blev der ændret i udsendelsen af flere animeserier, herunder Delicious Party Pretty Cure. I stedet for afsnit 6, der skulle være sendt 13. marts 2022, genudsendtes afsnit 4. 20. marts, 27. marts og 3. april sendtes filmen Hugtto! Precure Futari wa Precure All Stars Memories i tre dele i stedet for de afsnit, der ellers skulle være sendt de dage. Serien blev genoptaget med afsnit 6 17. april efter en genudsendelse af afsnit 5 10. april. Det 45. og sidste afsnit i serien blev sendt 29. januar 2022, før Hirogaru Sky! Pretty Cure tog over.
En animefilm baseret på serien, Delicious Party Precure The Movie: The Dreaming Child's Lunch (映画デリシャスパーティ♡プリキュア 夢みる♡お子さまランチ！ Eiga Derishasu Paati♡Purikyua Yume Miru ♡ Okosama Ranchi), havde premiere 23. september 2022. Filmen blev instrueret af Akifumi Zako efter manuskript af Jin Tanaka. Hitomi Matsuura designede figurerne, og Shiho Terada komponerede musikken.

### Afsnit
| #  | Titel | Instruktør                       | Forfatter          | Sendt første gang  |
| -- | --- | -------------------------------- | ------------------ | ------------------ |
|    | |                                  |                    |                    |
| 1  | "Food Smiles and Transforms! Cure Precious" "Gohan wa Egao Henshin! Kyua Pureshasu" (ごはんは笑顔・変身！キュアプレシャス)                                                    | Toshinori Fukasawa               | Sawako Hirabayashi | 6. februar 2022    |
| 2  | "Goodbye, Yui! Mari's Decision" "Sayounara, Yui...! Mari-chan no Ketsui" (さようなら、ゆい…！マリちゃんの決意)                                                                | Tatsuma Minamikawa               | Sawako Hirabayashi | 13. februar 2022   |
| 3  | "Kome-Kome on an Errand! Got Lost in a Mess!" "Kome-Kome no Otsukai! Maigo de Ousoudou!!" (コメコメのおつかい！まいごで大騒動！！)                                            | Kimiharu Mutou                   | Sawako Hirabayashi | 20. februar 2022   |
| 4  | "Growing Desire... Birth of Cure Spicy!" "Fukuramu, Kono Omoi...... Kyua Supaishii Tanjou!" (ふくらむ、この想い……キュアスパイシー誕生！)                                      | Yui Komatsu                      | Sawako Hirabayashi | 27. februar 2022   |
| 5  | "Want to Get Close to Them...! Kokone's First Friends!" "Nakayoku Naritai no ni...! Kokone, Hajimete no Otomodachi!" (なかよくなりたいのに...！ここね、初めてのおともだち！)  | Iwai Takao                       | Kaori Kaneko       | 6. marts 2022      |
| 6  | "School! Monster! Panic?! Fried Prawn Gets Attacked!" "Gakkou! Kaibutsu! Dai Panikku!? Nerawareta Ebifurai!" (学校！怪物！大パニック！？ねらわれたエビフライ！)               | Hideki Hiroshima                 | Junpei Yamaoka     | 17. april 2022     |
| 7  | "Passion with High Heat! Sparkle, Cure Yum-Yum!" "Tsuyobi no Jounetsu! Kirameite Kyua Yamuyamu!!" (強火の情熱！きらめいてキュアヤムヤム！！)                                  | Yutaka Tsuchida & Hana Shinohara | Sawako Hirabayashi | 24. april 2022     |
| 8  | "Chururin Retires?! Off to Oishiina Town" "Chururin Sotsugyou!? Odekake! Oishii na Taun" (ちゅるりん卒業！？おでかけ！おいしーなタウン)                                       | Michihiro Satou & Takao Iwai     | Chiaki Nagai       | 1. maj 2022        |
| 9  | "Disagreement Two? Combination of Kokone and Ran!" "Kamiawanai Futari? Kokone to Ran no Awase Miso!" (かみ合わないふたり？ここねとらんの合わせ味噌！)                         | Ryuta Kawahara                   | Kaori Kaneko       | 8. maj 2022        |
| 10 | "Recipeppis, Don’t Cry... Birth of the Heart Juicy Mixer!" "Nakanaide Reshipippi... Tanjou! Haato Juushī Mikisaa" (泣かないでレシピッピ...誕生！ハートジューシーミキサー)     | Tsuyoshi Tobita                  | Sawako Hirabayashi | 15. maj 2022       |
| 11 | "Gentle’s Trap! Yui And Ran Stuck with a Test!?" "Jentoruu no Wana! Yui to Ran, Tesuto de Dai Pinchi!?" (ジェントルーの罠！ゆいとらん、テストで大ピンチ！？)                  | Kimiharu Mutou                   | Junpei Yamaoka     | 22. maj 2022       |
| 12 | "A Teaspoonful Of Hope! Gentle’s Heart" "Kosaji Ippai no Kibou! Jentoruu no Hontou no Kokoro" (小さじ一杯の希望！ジェントルーの本当の心)                                      | Kana Shinohara                   | Sawako Hirabayashi | 29. maj 2022       |
| 13 | "Save Their Stolen Memories! Takumi’s Secret" "Ubawareta Omoide wo Mamore! Akasareru Takumi no Himitsu" (うばわれた思い出を守れ！明かされる拓海のヒミツ)                      | Junji Shimizu                    | Kaori Kaneko       | 5. juni 2022       |
| 14 | "First Love's Taste? Affections And Takumi's Answer" "Hatsukoi tte Donna Aji? Koisuru Kimochi to Takumi no Kotae" (初恋ってどんな味？恋するキモチと拓海のこたえ)              | Takao Iwai                       | Chiaki Nagai       | 12. juni 2022      |
| 15 | "So Thrilling! Kokone's First Picnic!" "Dokidoki! Kokone, Hajimete no Pikunikku!" (ドキドキ！ここね、初めてのピクニック！)                                                    | Kimiharu Mutou & Ryuuta Yamamoto | Mutsumi Ito        | 19. juni 2022      |
| 16 | "Ran-Ran's Weird?! Meat Stew and a Lie" "Ran Ran tte Hen...!? Nikujaga to Uso" (らんらんって変…！？肉じゃがとウソ)                                                            | Hideki Hiroshima                 | Junpei Yamaoka     | 26. juni 2022      |
| 17 | "The Fourth Pretty Cure!? Amane's Choice" "Yonin Me no Purikyua!? Amane no Sentaku" (４人目のプリキュア！？あまねの選択)                                                      | Sasaki Noriyo                    | Kaori Kaneko       | 3. juli 2022       |
| 18 | "I Want To Become A Parfait! Shine! Cure Finale!" "Watashi, Pafe ni Naritai! Kagayake! Kyua Finaare!" (わたし、パフェになりたい!輝け!キュアフィナーレ!)                       | Tsuyoshi Tobita                  | Sawako Hirabayashi | 10. juli 2022      |
| 19 | "Decoration! Presents for Her Brothers" "Minna de Dekoreeshon! Oniisan e no Okurimono" (みんなでデコレーション!お兄さんへの贈りもの)                                          | Koshi Shigeo                     | Chiaki Nagai       | 17. juli 2022      |
| 20 | "Table Manners With Amane! Restaurant Experience" "Amane no Manaa Ressun! Akogare no Resutoran" (あまねのマナーレッスン!憧れのレストラン)                                     | Takao Iwai                       | Mutsumi Ito        | 24. juli 2022      |
| 21 | "Save The Taste! Ran's Japanese Sweets Mission" "Kono Aji wo Mamoritai...! Ran no Wagashi Daisakusen" (この味を守りたい…!らんの和菓子大作戦)                                  | Ryuta Kawahara                   | Junpei Yamaoka     | 31. juli 2022      |
| 22 | "Black-pep's Retiring?! Find the Legendary Crepe" "BuraPe Intai!? Densetsu no Kureepu wo Sagase" (ブラペ引退！？伝説のクレープを探せ)                                         | Hideki Hiroshima                 | Kaori Kaneko       | 7. august 2022     |
| 23 | "Is Kokone Selfish? Unforgettable Doughnut Holes" "Kokone no Wagamama? Omoide no Booru Doonatsu" (ここねのわがまま？思い出のボールドーナツ)                                   | Toshiaki Komura                  | Mutsumi Ito        | 14. august 2022    |
| 24 | "Who Cares About Kome-Kome! Tumultuous Pizza Party" "KomeKome Nante Shiranai! Haran no Piza Paati" (コメコメなんて知らない！波乱のピザパーティ)                               | Kazuki Yokouchi                  | Junpei Yamaoka     | 21. august 2022    |
| 25 | "A New Phantom Thief?! Nikoniko Campground!" "Aratana Kaitou!? Nikoniko Kyanpu de Gowasu!" (新たな怪盗！？にこにこキャンプでごわす！)                                         | Takao Iwai                       | Mutsumi Ito        | 28. august 2022    |
| 26 | "Kokone's Promise! The Great Bell Pepper Challenge" "Kokone no Yakusoku! Piiman Daiou e no Chousen" (ここねのやくそく！ピーマン大王への挑戦)                                  | Yutaka Tsuchida                  | Kaori Kaneko       | 4. september 2022  |
| 27 | "Kome-Kome's Big Change?! Ran's Happiness Plan" "Kome-Kome Daihenge!? Ran no Happii Keikaku" (コメコメ大変化！？らんのハッピー計画)                                           | Hideki Hiroshima                 | Mutsumi Ito        | 11. september 2022 |
| 28 | "Kome-Kome's Power For Everyone...! Party Candle Tact!" "Kome-Kome no Chikara wo Minna ni...! Paati Kyandoru Takuto!" (コメコメの力をみんなに...！パーティキャンドルタクト！) | Sawako Hirabayashi               | Tsuyoshi Tobita    | 18. september 2022 |
| 29 | "A Delicious Paradise! Let's Go to CooKingdom!" "Oishii Paradaisu! Rettsu Goo! KukKingudamu!" (おいしいパラダイス！レッツゴー！クッキングダム！)                              | Ryuta Kawahara                   | Junpei Yamaoka     | 25. september 2022 |
| 30 | "Festival, Here We Go! Mari's Fried Noodles" "Omatsuri Wasshoi! Yakisoba Mari-chan" (おまつりわっしょい！やきそばマリちゃん)                                                  | Yasumi Mikamoto                  | Yuki Tanihata      | 2. oktober 2022    |
| 31 | "Oishiina Town's Holiday Princess Yui!?" "Oishiina Taun no Kyuujitsu Purinsesu Yui!?" (おいしーなタウンの休日プリンセスゆい！？)                                              | Yuriko Kado                      | Sawako Hirabayashi | 9. oktober 2022    |
| 32 | "Slurp It! Noodle Fest. Find The Lost Udon!" "Susure! Churu Fesu Maigo no Udon wo Sagase!" (すすれ！ちゅるフェス まいごのうどんを探せ！)                                      | Takao Iwai                       | Chiaki Nagai       | 16. oktober 2022   |
| 33 | "Be Pure and Just! Amane and Halloween Party" "Kiyoku Tadashiku! Amane To Harowin Paati" (清く正しく！あまねとハロウィンパーティ)                                             | Junji Shimizu                    | Chiaki Nagai       | 23. oktober 2022   |
| 34 | "Stubborn Grandpa! Oden After Baseball." "Ojiichan wa Ganko! Oden wa Yakyuu no Ato de" (おじいちゃんはガンコ！おでんは野球のあとで)                                           | Kimiharu Mutou                   | Kaori Kaneko       | 30. oktober 2022   |
| 35 | "Farewell to Kokone?! Feelings to Share Now." "Kokone to Owakare!? Ima, Wakeaitai Omoi" (ここねとお別れ！？いま、分け合いたい想い)                                            | Yutaka Tsuchida                  | Mutsumi Ito        | 13. november 2022  |
| 36 | "Ran's Debut!? Shining Gourmet Emotion!" "Ran ga Debyuu!? Kirameku Gurume・Emooshon!" (らんがデビュー！？きらめくグルメ・エモーション!)                                       | Kazuki Yokouchi                  | Junpei Yamaoka     | 20. november 2022  |
| 37 | "Suspicious Figure... Amane's Finale at School Fest!" "Hisomu Ayashii Kage... Amane no Bunka Matsuri Finaare!" (ひそむ怪しい影...あまねの文化祭フィナーレ！)                  | Hideki Hiroshima                 | Kaori Kaneko       | 27. november 2022  |
| 38 | "Meet Grandma!? Rice Balls And The Future's Baton" "Obaachan ni Aeru!? Omusubi to Mirai e no Baton" (おばあちゃんに会える！？おむすびと未来へのバトン)                        | Yui Komatsu                      | Sawako Hirabayashi | 4. december 2022   |
| 39 | "No Need to Cook?! How to Draw Smiles with Food" "Oryouri Nante Shinakute Ii!? Oishii Egao no Tsukurikata" (お料理なんてしなくていい!? おいしい笑顔の作り方)                  | Takao Iwai                       | Sawako Hirabayashi | 11. december 2022  |
| 40 | "What I Can Do... Black Pepper And Takumi’s Decision" "Ore ni Dekiru Koto... Burakku Peppaa to Takumi no Ketsudan" (俺に出来ること...ブラックペッパーと拓海の決断)            | Kaori Kaneko                     | Ryuta Kawahara     | 18. december 2022  |
| 41 | "Merry Christmas! Something Fennel Holds Dear" "Merii Kurisumasu! Fenneru no Taisetsu na Mono" (メリークリスマス！フェンネルの大切なもの)                                     | Junji Shimizu                    | Mutsumi Ito        | 25. december 2022  |
| 42 | "Godatz's Plot: Precious vs. Black Pepper" "Goodattsu no Takurami Pureshasu vs. Burakku Peppaa" (ゴーダッツのたくらみ プレシャス vs. ブラックペッパー)                        | Kana Shinohara                   | Junpei Yamaoka     | 8. januar 2023     |
| 43 | "Recipe-Bon Activated! Oishiina Town in Crisis" "Reshipi Bon Hatsudou! Oishiina Taun no Kiki" (レシピボン発動！おいしーなタウンの危機)                                        | Kazuki Yokouchi                  | Sawako Hirabayashi | 15. januar 2023    |
| 44 | "Sharin' Energy! With Many Thanks" "Shearin Enajii! Arigatou wo Kasanete" (シェアリンエナジー！ありがとうを重ねて)                                                            | Toshinori Fukasawa               | Sawako Hirabayashi | 22. januar 2023    |
| 45 | "Deliciousmile! Everyone, Get Together! Let's Eat!" "Derishasumairu~! Minna Atsumare! Itadakimasu!!" (デリシャスマイル～！みんなあつまれ！いただきます！！)                   | Takayuki Murakami                | Mutsumi Ito        | 29. januar 2023    |

### Stemmer
- Hana Hishikawa - Yui Nagomi / Cure Precious[23]
- Risa Shimizu - Kokone Fuwa / Cure Spicy[23]
- Yuka Iguchi - Ran Hanamichi[23]
- Tomoaki Maeno - Rosemary[24][25]
- Natsumi Takamori - Kome-Kome II,[26] Kome-Kome I
- Natsumi Hioka - Pam-Pam[27][25]
- Tomoe Hanba - Mem-Mem[28]
- Ai Kayano - Amane Kasai / Gentle / Cure Finale[29][7]
- Yuma Uchida - Takumi Shinada[30][31]
- Yoshiko Miyazaki - Yone Nagomi[32]
- Takuma Suzuki - CooKing[33]
- Emi Shinohara - CooQueen[34]
- Sayaka Kinoshita - Secretor[35]
- Satoshi Mikami - Fennel / Godatz[34]
- Chie Nakamura - Akiho Nagomi (afsnit 1-34)[36]
- Ayumi Tsunematsu - Akiho Nagomi (fra afsnit 39)
- Ikumi Hasegawa - Wakana Tamaki,[36] Moe Yamakura,[36] Recipepe
- Shouto Kashii - Todoroki[36]
- Takako Tanaka - Iroha Endo,[36] Miyako Fujino[36]
- Rie Kawamura - Risa Takada,[36] Asae Sakurai,[36] Recipepe, Rin Hanamichi[36]
- Miyuri Shimabukuro - Ena Nagase,[36] Recipepe
- Atsushi Ono - Koshinosuke Hanamichi[36]
- Ai Kobayashi - Tsurune Hanamichi[36]
- Saori Oonishi - An Shinada[37]
- Toshiya Miyata - Yuan Kasai, Mitsuki Kasai[38][36]
- Hidenobu Kiuchi - Hikaru Nagomi[36]
- Tetsuhiro Ikeda - Monpei Shinada[36]
- Toa Yukinari - Hatsuko Fuwa[36]
- Taisuke Nakano - Shousei Fuwa[36]
- Noriaki Kanze - Shinpei Takagi[36]
- Roko Takizawa - Saki Matsuyama[36]
- Makoto Yasumura - Yosuke Minato[36]
- Mitsuaki Kanuka - Spiritole,[39] Mini Spiritole
- Akane Yamaguchi - Run Hanamichi[36]
- Minami Tsuda - Chervil[40]
- Ikuto Kawamachi - Takao Fujino[36]
- Azumi Waki - Maira Isuki[36]
- Atsuki Tani - Genma Itak[36]
- Yuki Yonai - Sanzer Isuki[36]
- Jiro Saito - Matasaburo Asai[36]
- Yuki Urushiyama - Kosuke Asai[36]
- Gal Sone - Sig selv[41][37]
- Keisuke Fujii - Shuuichi Kasai[36]
- Naomi Shindou - Botan Kasai[36]
- Yoshito Yasuhara - Ginger[42]
- Kumamon - Sig selv[36]
- Emiri Katou - Hanna Tatemoto[37]
- Akira Sekine - Sora Harewataru / Cure Sky
- Kouichi Souma - Mashiba Tamaki[37]
- Natsuki Hanae - Cait Sith[43]
- Shinji Mizuta og Kenshirou Kawanishi - Dreamia Robots[44]

## Manga
Ligesom alle de foregående Pretty Cure-serier blev denne serie også omsat til manga af duoen Futago Kamikita. Den begyndte i Kodanshas shoujomagasin Nakayoshi 3. februar 2022 og endte 28. december 2022.